# Loucura da pradaria

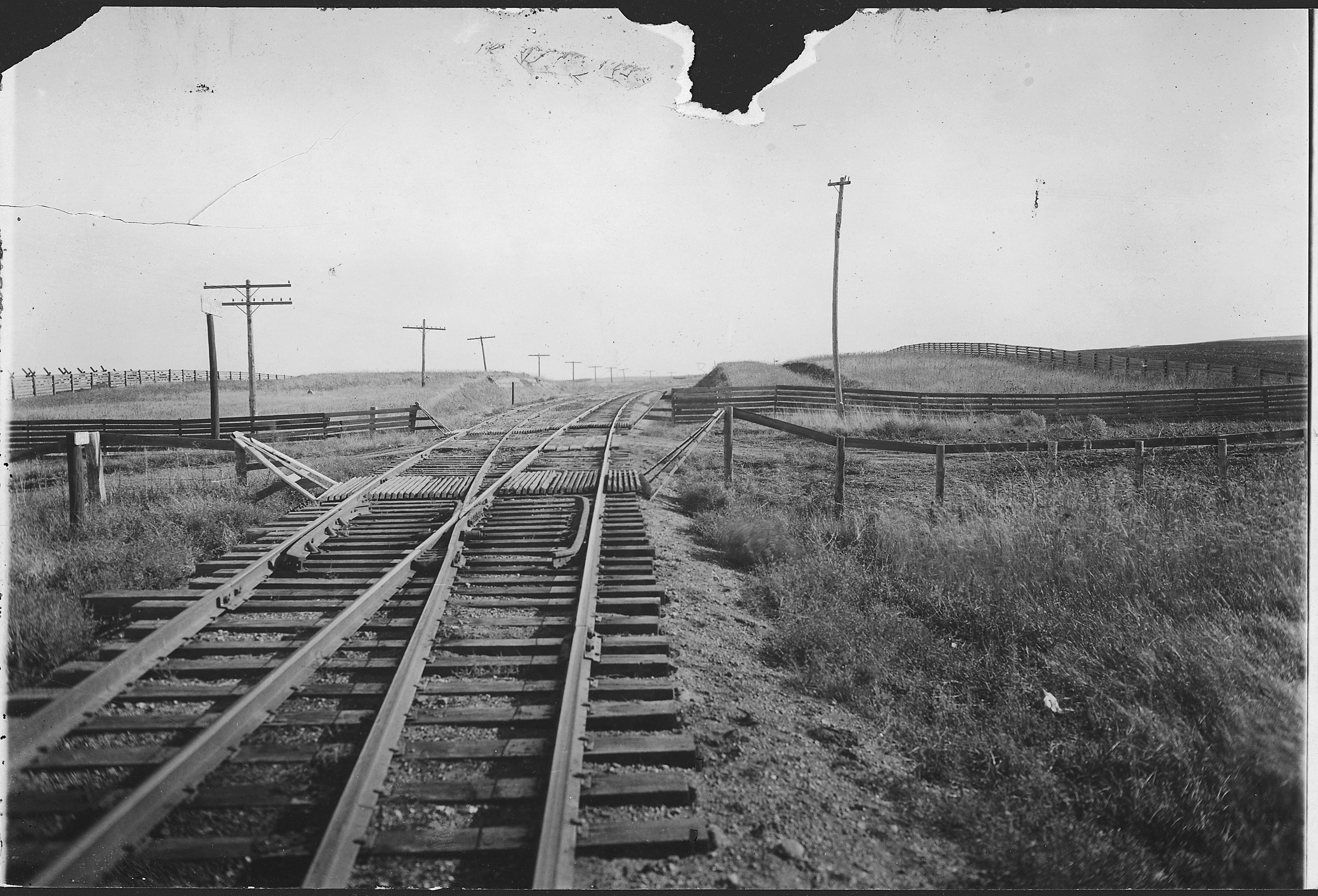
Cruzamento ferroviário com guardas de gado na zona rural de Dakota do Sul

A loucura da pradaria ou febre das pradarias foi uma doença que afetou os colonos das Grandes Planícies durante a migração e colonização das pradarias canadianas e do oeste dos Estados Unidos no século XIX. Os colonos que se mudavam de áreas urbanizadas ou relativamente povoadas no Leste enfrentavam o risco de colapso mental causado pelas duras condições de vida e pelos níveis extremos de isolamento na pradaria. Os sintomas da loucura das pradarias incluíam depressão, retraimento, mudanças de caráter e hábitos e violência. A loucura da pradaria às vezes fazia com que a pessoa afetada voltasse para o Leste ou, em casos extremos, cometesse suicídio.

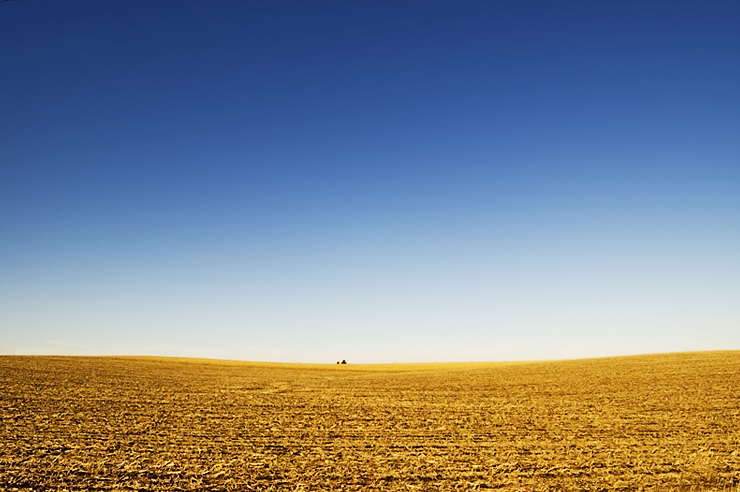
Grandes Planícies do Nebraska.

A loucura da pradaria não é uma condição clínica; ao contrário, é um assunto recorrente em escritos de ficção e não ficção do período para descrever um fenómeno bastante comum. Foi descrito por Eugene Virgil Smalley em 1893: "uma quantidade alarmante de insanidade ocorre nos novos estados das pradarias entre agricultores e suas esposas."

## Causas
A loucura da pradaria era causada pelo isolamento e pelas duras condições de vida na pradaria. O nível de isolamento dependia da topografia e geografia da região. A maioria dos exemplos de loucura das pradarias vem da região das Grandes Planícies. Uma explicação para estes altos níveis de isolamento foi o Homestead Act de 1862. Este ato estipulava que uma pessoa receberia uma área de 160 acres se conseguisse viver nela e lucrar com ela num período de cinco anos. As quintas do Homestead Act ficavam a pelo menos meia milha de distância uma da outra, mas geralmente muito mais. Embora houvesse nações e comunidades indígenas prósperas, havia pouca ocupação europeia nas planícies e os colonos tinham que ser quase completamente autossuficientes.
A falta de transporte rápido e de fácil acesso também foi uma causa da loucura da pradaria; os colonos ficavam muito distantes uns dos outros e não conseguiam ver os vizinhos nem chegar à cidade facilmente. Em muitas áreas, as cidades geralmente ficavam localizadas ao longo das ferrovias e a 16–32 km de distância umas das outras — perto o suficiente para que as pessoas pudessem levar os seus produtos ao mercado num dia de viagem, mas não perto o suficiente para que a maioria das pessoas visse a cidade com mais do que uma frequência rara. Isto aplicava-se particularmente às mulheres, que muitas vezes eram deixadas para trás para cuidar da família e da quinta, enquanto os homens iam para a cidade. Aqueles que tinham família na Costa Leste não podiam visitá-los sem embarcar numa longa viagem. Os colonos estavam muito sozinhos. Este isolamento também causou problemas com o atendimento médico; demorava tanto para chegar às quintas que, quando as crianças adoeciam, frequentemente morriam. Isto causou muito trauma para os pais e contribuiu para a loucura da pradaria.

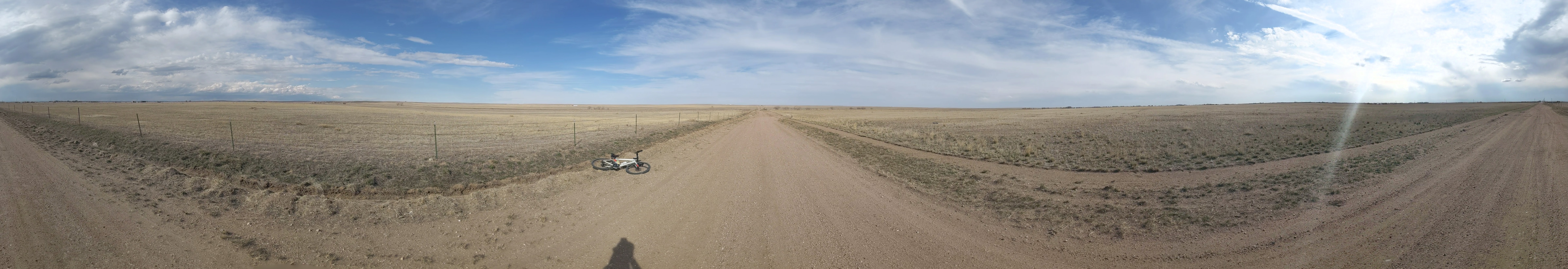
Panorama da planície do norte do Colorado. A paisagem é desolada e seca entre o final do verão (agosto) e a primavera (abril), durante cerca de 8 meses por ano.

Outra causa importante da loucura da pradaria era o clima e o ambiente rigorosos das planícies, incluindo invernos longos e frios, cheios de nevascas, seguidos por verões curtos e quentes. Quando o inverno chegava, parecia que todos os sinais de vida, como plantas e animais, tinham desaparecido. Os agricultores ficavam presos nas suas casas sob vários metros de neve quando as nevascas chegavam, e as famílias ficavam confinadas dentro de casa por vários dias. Existiam poucas árvores e a terra plana estendia-se por quilómetros e quilómetros. Alguns colonos falaram especificamente do vento que soprava pela pradaria, que era alto, forte e estranho em comparação com o que os colonos tinham experimentado nas suas vidas anteriores.

## Fatores de risco
Muitos permaneceram muito apegados ao seu modo de vida no Leste, e as suas tentativas de fazer com que seus novos lares no Oeste aderissem aos velhos costumes às vezes desencadeavam a loucura da pradaria. Outros tentaram adaptar-se ao novo modo de vida e abandonaram os antigos hábitos, mas ainda assim foram vítimas da loucura. Alguns mecanismos de enfrentamento para escapar do trauma emocional de mudar-se para a pradaria eram mudar-se continuamente para novos locais ou voltar para o Leste.
Os imigrantes estavam particularmente em risco de sofrer de loucura da pradaria. As famílias de imigrantes não só tiveram que sofrer com o isolamento, mas os colonos que viviam na sua área muitas vezes tinham línguas e costumes diferentes. Desta forma, isto representava uma separação ainda maior da sociedade. As famílias imigrantes também foram duramente atingidas pela loucura da pradaria porque vinham de comunidades na Europa que eram pequenas aldeias muito unidas e a vida nas pradarias era um choque terrível para elas.
Existe um debate entre estudiosos sobre se a condição afetava mais mulheres do que homens, embora haja documentação de ambos os casos em obras de ficção e não ficção do século XIX. Mulheres e homens apresentavam manifestações diferentes da doença, com as mulheres a recorrerem ao isolamento social e os homens à violência.

## Sintomas

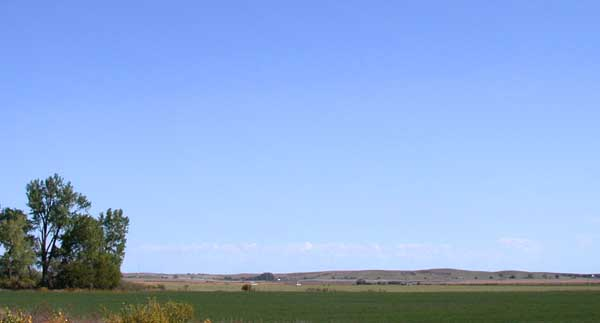
Grandes Planícies a oeste de Kearney, Nebraska.

Como a loucura da pradaria não se refere a um termo clínico, não há um conjunto específico de sintomas da doença. No entanto, as descrições da loucura da pradaria em escritos históricos, relatos pessoais e literatura ocidental elucidam quais foram alguns dos efeitos da aflição.
Os sintomas da loucura da pradaria eram semelhantes aos da depressão. As mulheres afetadas pela loucura da pradaria apresentavam sintomas como choro, vestimenta desleixada e afastamento das interações sociais. Os homens também apresentavam sinais de depressão, que às vezes se manifestavam em violência. A loucura da pradaria não era única em relação a outros tipos de depressão, mas as duras condições da pradaria desencadearam esta depressão, e era difícil superá-la sem sair da pradaria.
Em casos extremos, a depressão levaria ao colapso mental. Isto poderia levar ao suicídio. Existem teorias de que os suicídios causados pela loucura da pradaria eram tipicamente cometidos por mulheres e realizados de forma exibicionista.

## Declínio
A loucura da pradaria praticamente desaparece dos registos históricos e literários durante o século XX. Isto provavelmente foi resultado de novos modos de comunicação e transporte que surgiram no final do século XIX e início do século XX. Isto incluiu o aumento das linhas ferroviárias, a invenção e o uso crescente do telefone e do automóvel, e a posterior colonização que levou ao "fechamento da fronteira", conforme descrito pelo historiador americano do oeste Frederick Jackson Turner.

## Na cultura popular
- Em Lonesome Dove, de Larry McMurtry, uma mulher mata-se depois de viver na pradaria durante a maior parte da sua vida, deixando um bilhete de suicídio com as palavras "Cansada do maldito vento".
- Stephen Bridgewater dirigiu um filme de faroeste americano de 2008, Prairie Fever, estrelado por Kevin Sorbo, Lance Henriksen e Dominique Swain .
- O romance de Glendon Swarthout (também adaptado para o cinema), The Homesman, mostra a loucura da pradaria.
- Na série de TV Dan Vs., temporada 1, episódio 12 "Dan Vs. George Washington", Chris sofre de loucura da pradaria, não uma, mas duas vezes.
- Michael Parker escreveu um romance chamado Prairie Fever em 2019.[12][13]
- James Michener aborda o tópico da saúde mental num dos capítulos sobre a colonização das Planícies do Colorado na sua obra Centennial.
- A loucura das pradarias é um tema do filme Edge of Madness, de 2002.
- O thriller sobrenatural de faroeste de 2018, The Wind, narra a história de uma mulher que enlouquece nas pradarias nos anos 1800.
- Em These Happy Golden Years, um dos livros da série Little House on the Prairie, Laura Ingalls, de 15 anos, testemunhou a instável e saudosa Sra. Brewster gritando e ameaçando o seu marido com uma faca, exigindo que ele a levasse de volta para o Leste.[14]